# Surberg
Surberg – miejscowość i gmina w południowo-wschodnich Niemczech, w kraju związkowym Bawaria, w rejencji Górna Bawaria, w regionie Südostoberbayern, w powiecie Traunstein. Leży około 5 km na wschód od Traunsteinu, przy drodze B304 i linii kolejowej Monachium – Salzburg.
W miejscowości znajduje się dom rodziców papieża Benedykta XVI.

## Dzielnice
Dzielnicami w gminie są: Baumgarten, Buchen, Graben, Hufschlag, Lauter, Thunstetten, Moos, Pfarrhof, Hub, Schönau, Surtal, Tandlmaier, Wimm.

## Demografia
Dane o ludności z 31 grudnia 2008:
| Opis                                | Ogółem | Ogółem | Kobiety | Kobiety | Mężczyźni | Mężczyźni |
| ----------------------------------- | ------ | ------ | ------- | ------- | --------- | --------- |
| Jednostka                           | osób   | %      | osób    | %       | osób      | %         |
| Populacja                           | 3136   | 100    | 1548    | 49,36   | 1588      | 50,64     |
| Wiek przedprodukcyjny (0–17 lat)    | 600    | 19,13  | 287     | 9,15    | 313       | 9,98      |
| Wiek produkcyjny (18–65 lat)        | 1961   | 62,53  | 962     | 30,68   | 999       | 31,86     |
| Wiek poprodukcyjny (powyżej 65 lat) | 575    | 18,34  | 299     | 9,53    | 276       | 8,8       |

## Polityka
Wójtem gminy jest Josef Wimmer z FWGSLH. Rada gminy składa się z 16 osób.
|      | CSU/KWV | Zieloni | FWGSLH | BL | Razem |
| 2008 | 6       | 3       | 5      | 2  | 16    |
| 2002 | 6       | 2       | 6      | 2  | 16    |